# Oleh Kolodi
Oleh Eduardovych Kolodi –en ucraniano, Олег Едуардович Колодій– (Mykolaiv, 16 de marzo de 1993) es un deportista ucraniano que compite en saltos de trampolín.
Ganó una medalla de bronce en el Campeonato Mundial de Natación de 2017 y ocho medallas en el Campeonato Europeo de Natación entre los años 2013 y 2022.
En los Juegos Europeos de Cracovia 2023 consiguió una medalla de oro en la prueba de trampolín 3 m sincro.

## Palmarés internacional
| Campeonato Mundial | Campeonato Mundial    | Campeonato Mundial | Campeonato Mundial   |
| Año                | Lugar                 | Medalla            | Prueba               |
| ------------------ | --------------------- | ------------------ | -------------------- |
| 2017               | Budapest (Hungría)    | Medalla de bronce  | Trampolín 3 m sincro |
| Juegos Europeos    |                       |                    |                      |
| Año                | Lugar                 | Medalla            | Prueba               |
| 2023               | Rzeszów (Polonia)     | Medalla de oro     | Trampolín 3 m sincro |
| Campeonato Europeo |                       |                    |                      |
| Año                | Lugar                 | Medalla            | Prueba               |
| 2013               | Rostock (Alemania)    | Medalla de bronce  | Trampolín 3 m sincro |
| 2015               | Rostock (Alemania)    | Medalla de bronce  | Trampolín 1 m        |
| 2017               | Kiev (Ucrania)        | Medalla de plata   | Trampolín 3 m sincro |
| 2017               | Kiev (Ucrania)        | Medalla de bronce  | Trampolín 3 m        |
| 2018               | Glasgow (Reino Unido) | Medalla de oro     | Equipo mixto         |
| 2019               | Kiev (Ucrania)        | Medalla de plata   | Trampolín 1 m        |
| 2021               | Budapest (Hungría)    | Medalla de bronce  | Trampolín 3 m sincro |
| 2022               | Roma (Italia)         | Medalla de bronce  | Trampolín 3 m sincro |